# Hypselocara altissimum
Genre
Espèce
Synonymes
- Cineta altissima Simon, 1894

Hypselocara altissimum, unique représentant du genre Hypselocara, est une espèce d'araignées aranéomorphes de la famille des Linyphiidae.

## Distribution
Cette espèce est endémique du Venezuela.

## Description
Le mâle décrit par Miller en 2007 mesure 1,25 mm et la femelle 1,10 mm.
Les mâles mesurent de 1,3 à 1,4 mm et les femelles de 1,35 à 1,45 mm.

## Publications originales
- Simon, 1894 : Histoire naturelle des araignées. Paris, vol. 1, p. 489-760 (texte intégral).
- Millidge, 1991 : Further linyphiid spiders (Araneae) from South America. Bulletin of the American Museum of Natural History, no 205, p. 1-199 (texte intégral).